# إسلام مبارك (ممثلة)
إسلام مبارك، ممثلة سودانية درست التمثيل والإخراج، ودخلت عالم الدراما منذ عام 2001، في رصيدها العديد من الأعمال الدرامية السودانية، وكانت أولى تجاربها السينمائية في "ستموت في العشرين".

## حياتها
بدأت إسلام مبارك مسيرتها منذ سنوات حيث قدمت عديداً من الأعمال، كانت انطلاقتها السينمائية من خلال فيلم ستموت في العشرين، والذي اختير لتمثيل السودان في جوائز الأوسكار كما لعبت دورًا في فيلم ضي.. سيرة أهل الضي، وهو عمل من تأليف هيثم دبور وإخراج كريم الشناوي، الذي عرض ضمن مهرجان برلين السينمائي.

## أدوارها
1. ستموت في العشرين
2. أعمال شاقة جداً
3. جهنمية
4. فلم سيرة أهل الضي
5. أسد أسود